# Artaxerxés II.
Artaxerxés II. Mnémon (řecky Ἀρταξέρξης, staropersky Artachšaçá [  ]; cca 430–359 př. n. l.) byl devátý perský velkokrál z rodu Achaimenovců, dynastie vládnoucí Přednímu východu od 6. století př. n. l. Artaxerxovo rodné jméno znělo podle některých pramenů Arsikás.

## Vláda
Na trůn Artaxerxés dosedl po smrti svého otce Dareia II. v roce 404 př. n. l. a téměř od počátku byl konfrontován s vážnými vnitropolitickými problémy. Jeho mladší bratr Kýros se nechtěl spokojit s hodností satrapy Lýdie, Frýgie a Kappadokie, kterou získal na přímluvu královny matky Parysatidy, a s pomocí řeckých žoldnéřů se pokoušel uchvátit vládu v říši. Jen šťastná náhoda – Kýrova smrt v bitvě u Kunax 3. října 401 – zbavila Artaxerxa II. vážného nebezpečí. Návrat řeckých žoldnéřů do vlasti, provázený mnoha útrapami, popsal ve svém spise Anabáze řecký historik a básník Xenofón (kol. 430–355 př. n. l.), očitý svědek událostí.
Za Artaxerxa II. si samostatnost na říši opětovně vydobyl Egypt, v němž nepokoje probíhaly již od sklonku vlády Dareia II. Díky obratné politice faraonů 28.–30. dynastie si odbojná provincie dokázala uchovat nezávislost plných šedesát let. Úspěšnější byla Artaxerxova politika ve vztahu k Řekům, kde se mu podařilo prosadit mír mezi jednotlivými státy a nechat si navíc potvrdit svrchovanost nad Malou Asií. Podle něj se míru z let 387/386 někdy říká „královský“.
Na sklonku vlády postihlo Artaxerxa II. několik osobních tragédií. Jeho syn Dareios proti němu zosnoval spiknutí, které však bylo odhaleno, a král musel dát prince popravit. Další syn Óchos pak nechal zabít další dva královské prince, Ariaspa a Arsama, v nichž viděl překážku na své cestě k moci. Když otec krátce nato zemřel, dosedl Óchos na perský trůn jako Artaxerxés III.

## Náboženská a stavební činnost
Artaxerxova náboženská politika navazovala na tradiční perskou toleranci vůči cizím kultům, takže v této oblasti k žádným problémům nedocházelo. Zdá se, že sám král byl obzvláštním ctitelem bohyně Anáhity, neboť její uctívání tehdy zažívalo pravý rozkvět (výstavba nových a podpora starých svatyň). Také mithraismus dosáhl v íránských krajích (ale i jinde) značného rozšíření. Stavební práce probíhaly především v rezidenčních Súsách, kde vznikl druhý palácový komplex vedle Dareiova a několik monumentálních nápisů. Pohřbít se dal král na nově zřízeném pohřebišti v Persepoli (u úpatí Kúh-e Rahmát), nikoli v Nakš-e Rustamu. Jeho životopis napsal Plútarchos.

## Hodnocení
V řeckých pramenech je Artaxerxés většinou popisován jako slabý a ovlivnitelný panovník, ale i jako velkorysý a mírný člověk. Vládl déle než všichni ostatní achaimenovští králové (45 let) a jako jeden z mála zemřel přirozenou smrtí. Fakt, že se udržel na trůnu tak dlouho, naznačuje, že musel disponovat pevnou mocenskou základnou.